# 伊姆拉莫夫
伊姆拉莫夫（捷克語：Jimramov）是捷克的城鎮，位於該國中部斯夫拉特卡河畔，距離薩扎瓦河畔日賈爾22公里，由維索基納州負責管轄，面積21.99平方公里，海拔高度495米，2013年人口達到1,189。

## 外部連結
- Czech Statistical Office: Municipalities of Žďár nad Sázavou District